# Decimomannu
Decimomannu (sardinsky: Deximumànnu) je italská obec (comune) v metropolitním městě Cagliari v regionu Sardinie. Nachází se ve výšce 10 metrů nad mořem a má přibližně 8 400 obyvatel. Rozloha obce je 27,72 km².